# آتسینگانوسور
آتسینگانوسور (نام علمی: Atsinganosaurus) نام یک سرده از زیرراسته سوسمارپاشکلان است.